# Povodeň na Moravě (1985)
Povodeň na Moravě se odehrála ve dnech 21.–27. května 1985. Příčinou byly několikadenní souvislé deště, například v okolí Bohumína pršelo bez přestávky téměř 70 hodin. V období nejintenzivnějších srážek pak během 8 hodin napršelo v Přibyslavicích 58 mm, v Telči 38 mm a v Náměšti nad Oslavou 30 mm srážek; u Chrudimi bylo zaznamenáno 60 mm srážek za 24 hodin.
Povodně způsobily škody v řádu desítek milionů Kčs, nejvíce na průmyslových areálech podniků Kablo Velké Meziříčí a na několika provozech či závodech mlékárenského podniku Lacrum Brno, obuvnických závodů Svit Gottwaldov a výrobce kosmetiky Astrid Praha.

## Dění v Jihomoravském kraji
V tehdejším Jihomoravském kraji byly postiženy především okresy Jihlava, Třebíč, Žďár nad Sázavou, Znojmo, Brno-venkov a Břeclav, kde byla řada obcí evakuována. Intenzivní deště na mnoha místech odplavily cennou ornici i s rostoucími plodinami. Dopady povodně částečně zmírnily vodní nádrže Dalešice, Mostiště, Vranov a Vír, naopak rozestavěné Vodní dílo Nové Mlýny bylo mírně poškozeno.
Ve Velkém Meziříčí velká voda překonala rekord, který se shodou okolností odehrál 21. května 1781. Říčka Balinka zaplavila hlavní náměstí do půlmetrové výše, kdy kulminovala 21. května v 10:00 dopoledne – v tu chvíli bylo zaplaveno kolem 110 domů v centru města do výše až 1,5 metru a po celém městě byly rozesety pneumatiky z místního skladu protektorovacího družstva Obnova. Oslava pak zatopila téměř celý areál druhé největší české kabelovny Kablo Velké Meziříčí. Po opadnutí vody se na náměstí objevily vymleté díry a strouhy o hloubce až dvou metrů. Většina maloobchodních provozoven však už do soboty 25. května stihla obnovit provoz.
Řeka Jihlava dosáhla historicky rekordní výše: v Ivančicích dne 22. května 1985 zaznamenala nejvyšší stav hladiny 536 cm (o 31 mm více než při předchozím rekordu 20. března 1947). Její přítok Jihlávka téhož dne zaplavila areál jihlavské zoologické zahrady, jejíž zaměstnanci ve spolupráci s armádou po pás ve vodě zachraňovali ohrožená zvířata a čelili hrozbě, že se půl kilometru proti proudu říčky protrhne hráz Staré plovárny a následná vlna bude znamenat řádově vyšší nebezpečí. Hráz ale odolala a voda opadla téhož dne odpoledne. O několik desítek kilometrů níže, v Pohořelicích, však voda z Jihlavy vyplavila okolo 350 domů.
Ze svých břehů vystoupily i řeky Svratka (například v Modřicích byl zaplaven areál drůbežářských závodů) a Dyje, která ohrožovala své okolí až po Břeclav a jako jediná setrvala na 3. SPA ještě v pondělí 27. května.

## Dění v Severomoravském kraji
V tehdejším Severomoravském kraji živel postihl zejména okres Karviná, kde řeka Odra v Bohumíně stoupla z obvyklých 90 cm na téměř 6 m. Zaplaveno bylo například 90 % katastru bohumínské osady Šunychl (kde se hladina zvedla o dva metry během jediné hodiny), podobně zasažena byla i další bohumínská osada Kopytov nebo Petrovice u Karviné.

## Ostatní území
Okrajově byl zasažen i Východočeský kraj, kde se místně rozvodnily řeka Novohradka a částečně Chrudimka, nezpůsobily však větších škod.